# Edvige Livello
Edvige Livello (* 16. Oktober 1901 in Castrisch; † 26. Dezember 1999 in Lugano) war eine in der Schweiz lebende italienische Schriftstellerin.

## Leben und Wirken
Edvige Livello war die Tochter der Zelmira Pellegrinetti und des Eisenbahningenieurs Bonifacio Livello aus Vercelli. Sie arbeitete kurze Zeit im Handel und absolvierte ein Studium der Psychologie an der Universität Mailand. Anschliessend spezialisierte sie sich in der Universität Zürich auf Charakterkunde und Grafologie. Sie blieb unverheiratet.
Livello liess sich in Lugano nieder und war dort als psychologische Beraterin, Grafologin sowie Berufsberaterin tätig. Sie verfasste Romane sowie Erzählungen und schrieb Hörspiele. Ihre erste Gedichtsammlung Le stagioni interiori wurde 1973 mit dem «Preis Francesco Chiesa» ausgezeichnet. Für Poesie erhielt sie 1993 einen «Schillerpreise». Im Mittelpunkt ihres Schaffens standen Themen wie das menschliche Schicksal, das Leben als Frau, das Alltagsleben, die Welt der Magie und des Märchens standen im Mittelpunkt ihres Schaffens. Livello galt als «eigenwillige» Schriftstellerin mit einer schlichten, genauen und modernen aber immer poetischen Sprache, die keinen erkennbaren literarischen Traditionen folgte.
Das Schweizerische Literaturarchiv (SLA) bewahrt ihren Nachlass.

## Werke
- Le stagioni interiori. Lugano 1973.
- Gli Orologi. Lugano 1977.
- Il dopo di un prima. Raconti. Locarno 1980.
- Vento e luna. Romanzo. Locarno 1986.
- Poesie. Bellinzona 1992.
- Sandro e Rosita. Favole moderne. Lugano 1995.
- La passeggiata. Locarno 1996.
- La donna sulla panchina. Bellinzona 1997.
- Rime e ritmi. Lugano 1999.

## Belege
1. 1 2 3  Karin Marti-Weissenbach: Edvige Livello. In: Historisches Lexikon der Schweiz.  14. April 2009, abgerufen am 8. Februar 2025.

| Personendaten    | Personendaten                 |
| ---------------- | ----------------------------- |
| NAME             | Livello, Edvige               |
| KURZBESCHREIBUNG | italienische Schriftstellerin |
| GEBURTSDATUM     | 16. Oktober 1901              |
| GEBURTSORT       | Castrisch, Schweiz            |
| STERBEDATUM      | 26. Dezember 1999             |
| STERBEORT        | Lugano, Schweiz               |